# Thomontocypris excussa
Thomontocypris excussa är en kräftdjursart som först beskrevs av Rosalie F. Maddocks och Steineck 1987.  Thomontocypris excussa ingår i släktet Thomontocypris och familjen Pontocyprididae. Inga underarter finns listade i Catalogue of Life.